# Dragă, am micșorat copiii
Dragă, am micșorat copiii (în engleză Honey, I Shrunk the Kids) este un film SF de comedie regizat de Joe Johnston după un scenariu de Ed Naha și Tom Schulman. În rolurile principale au interpretat actorii Rick Moranis, Matt Frewer, Marcia Strassman și Kristine Sutherland. În film, un inventator zbuciumat își micșorează din greșeală copiii lui și ai vecinilor săi la o înălțime de un sfert de inch. După ce au fost aruncați accidental cu gunoiul, copiii trebuie să lucreze împreună și să se aventureze înapoi prin sălbăticia din curte plină de insecte periculoase și pericole create de om.
A fost produs de studiourile Walt Disney Pictures și a avut premiera la 23 iunie 1989, fiind distribuit de Buena Vista International. Coloana sonoră a fost compusă de James Horner.
Cheltuielile de producție s-au ridicat la cca. 18 milioane de dolari americani și a avut încasări de 222.700.000 de dolari americani.
Are două continuări, Dragă, am mărit copilul! (1992) și Iubito, ne-am micșorat pe noi (1997), precum și un serial de televiziune și câteva atracții în parcuri tematice. Un scurtmetraj animat, Tummy Trouble, cu Roger Rabbit, a fost difuzat în cinematografe împreună cu filmul în timpul difuzării sale de box office.

## Rezumat
Omul de știință și inventatorul Wayne Szalinski a inventat o mașină capabilă să micșoreze și să crească obiecte, dar nu o poate face să funcționeze corect. Obsesia lui pentru mașină îi îngrijorează pe soția sa, muncitoare, Diane, pe fiica adolescentă Amy și pe fiul care visează să fie și el inventator, Nick. Alături, vecinul Big Russ Thompson, soția lui Mae și fiul lor mai mic, Ron, se pregătesc pentru o excursie de pescuit. Fiul lor mai mare, Little Russ, este mai puțin entuziasmat, deoarece interesele lui se ciocnesc adesea cu ale tatălui său.
La scurt timp după ce Wayne pleacă la o conferință, Ron aruncă accidental cu o minge de baseball prin fereastra mansardei soților Szalinski care lovește mașina, pornind-o și blocând laserul de țintire. Prins de fratele său, Ron este forțat să mărturisească ce a făcut lui Nick și Amy. Ron și Nick se duc în pod pentru a recupera mingea, dar mașina activată îi micșorează. Amy și Little Russ suferă mai târziu aceeași soartă când se duc în pod să-și caute frații.
La conferință, Wayne se face de râs pe scenă deoarece nu a furnizat dovezi că mașina lui funcționează. Se duce în pod când revine acasă; copiii micșorați încearcă să-i atragă atenția, dar vocile lor nu sunt suficient de puternice pentru a fi auzite de Wayne, doar câinele familiei, Quark, aude ceva. Deja frustrat, Wayne vede geamul spart și apoi lovește în mod repetat mașina. El mătură apoi resturile, împreună cu copiii, într-un făraș pe care îl varsă într-un sac de gunoi. Cei patru reușesc să scape, doar pentru a descoperi că sacul de gunoi se află acum lângă trotuar. Ei trebuie să se întoarcă spre casă prin curtea îngrozitoare acum a soților Szalinski, în care peluza nu a fost îngrijită. În timp ce încearcă să se întoarcă, au o întâlnire îngrozitoare cu o albină, care îi desparte.
Între timp, părinții Thompson și Szalinski sunt neliniștiți din cauza absenței copiilor. Mae și Big Russ își anulează excursia de pescuit și depun un raport privind persoanele dispărute la poliție. Wayne în cele din urmă realizează ce s-a întâmplat, dar activează accidental stropitoarea în timp ce inspectează curtea. Astfel, Amy aproape că se îneacă într-o băltoacă de noroi, dar Little Russ se scufundă pentru a o scoate afară și a o resuscita cu respirație gură la gură. Wayne îi dezvăluie în cele din urmă adevărul Dianei, iar ea se alătură căutării. Mai târziu, ea îl convinge pe Wayne să spună adevărul familiei Thompson, dar aceștia rămân sceptici.
Copiii sărbătoresc când descoperă una dintre prăjiturile cu cremă de ovăz aruncate de Nick și folosesc o firimitură pentru a captura o furnică prietenoasă, pe care o numesc „Furni” și o călaresc spre casă. Pe măsură ce se lasă noaptea, grupul se adăpostește într-o piesă Lego. Amy și Little Russ încep să-și exprime sentimentele unul față de celălalt și se sărută. Mai târziu, copiii sunt atacați de un scorpion, dar Furni moare încercând să-l salveze pe Ron.
A doua zi, dimineața, prietenul lui Nick, Tommy, sosește pentru a tunde gazonul. Copiii sunt nevoiți să se adăpostească într-un tunel săpat de râme, abia scăpând de vortexul provocat de mașina de tuns iarbă, pe care Wayne și Diane o opresc la timp. Copiii cheamă cățelul și fac o plimbare pe Quark care intră în casă, dar Nick cade într-un castron de Cheerios și este la un pas de a fi mâncat de tatăl său. Quark îl mușcă de gleznă pe Wayne pentru a-i atrage atenția; Wayne descoperă prezența copiilor și lucrează la repararea mașinii.
Ambele familii se întâlnesc în pod, iar copiii fac semne pentru a-l informa pe Wayne că mingea de baseball a blocat laserul, care a supraîncălzit anterior țintele și le-a făcut să explodeze. Wayne corectează problema, iar Big Russ se oferă ca subiect de testare; testul are succes, iar el și copiii sunt ulterior restaurați la dimensiunile inițiale.
Luni mai târziu, de Ziua Recunoștinței, familia Szalinski și Thompson au devenit prieteni buni și stau la masă cu un curcan mărit, în timp ce Quark se sărbătorește lângă un biscuit uriaș de câine.

## Distribuție
- Rick Moranis – Wayne Szalinski
- Marcia Strassman – Diane Szalinski, soția lui Wayne
- Amy O'Neill – Amy Szalinski, fiica adolescentă a lui Wayne și Diane
- Robert Oliveri – Nick Szalinski, fiul lui Wayne și Diane
- Matt Frewer – Russell „Big Russ” Thompson Sr., vecinul soților Szalinski
- Kristine Sutherland – Mae Thompson, soția lui Russell
- Thomas Wilson – Russell „Little Russ” Thompson Jr., fiul mai mare al lui Russell și Mae
- Jared Rushton – Ronald "Ron" Thompson, fiul mai mic al lui Russell și Mae
- Carl Steven – Tommy Pervis, prietenul lui Nick
- Mark L. Taylor – Donald "Don" Forrester
- Kimmy Robertson – Gloria Forrester
- Lou Cutell – Dr. Brainard
- Laura Waterbury – Polițistă
- Trevor Galtress – Polițist
- Martin Aylett – Harold Boorstein
- Janet Sunderland – Lauren Boorstein
- Craig Richard Nelson – Prof. Frederickson (nemenționat)
- Frank Welker – Efecte speciale vocale (voce)

## Producție
Proiectul a fost adus inițial la Studiourile Disney de către Stuart Gordon și Brian Yuzna. Gordon a fost angajat să regizeze filmul, iar Yuzna ca producător. Filmul a fost scris ca Teeny Weenies de Gordon, Ed Naha și Yuzna. Tom Schulman a fost adăugat ulterior ca scenarist. Gordon a pregătit inițial filmul, dar a trebuit să renunțe la regie cu puțin timp înainte de a începe filmările din cauza unei boli. Joe Johnston a fost adus pentru a-l înlocui, în timp ce Penny Finkleman Cox l-a înlocuit pe Yuzna ca producător.
Întrucât titlul Teeny Weenies (Micuții) părea mai mult orientat spre copii, numele a fost schimbat în Grounded (La pământ) pentru a atrage un public mai matur. Acest nume a fost ulterior respins în favoarea The Big Backyard (Marea Curtea din spate). Dragă, am micșorat copiii, bazat pe o linie de dialog din film, a devenit în cele din urmă titlul acestuia. (Titlul a fost criticat mai târziu pentru gramatica sa, deoarece timpul trecut al lui „shrink” este în mod normal „shrank”.)
Filmul a fost puternic influențat de titluri ale anilor 1950, cum ar fi The Incredible Shrinking Man.

## Primire
Filmul a fost lansat la 23 iunie 1989, în 1.371 de cinematografe. La premieră s-a clasat pe locul 2 în Statele Unite, în spatele lui Batman, cu încasări în primul weekend de 14.262.961 de dolari americani, cel mai bun weekend de 3 zile al Buena Vista din toate timpurile.[10][11] A câștigat 130.724.172 dolari americani pe piața internă și 92.000.000 de dolari americani în restul lumii, câștigând în total 222.724.172 dolari americani. Împreună cu filmul a fost proiectat primul scurtmetraj cu Roger Rabbit produs de Disney și Amblin Entertainment, Tummy Trouble, produs executiv de Steven Spielberg, produs de Don Hahn, regizat de Rob Minkoff și cu muzică tot de James Horner.